# 福田乡 (安溪县)
福田乡，是中华人民共和国福建省泉州市安溪县下辖的一个乡镇级行政单位。

## 行政区划

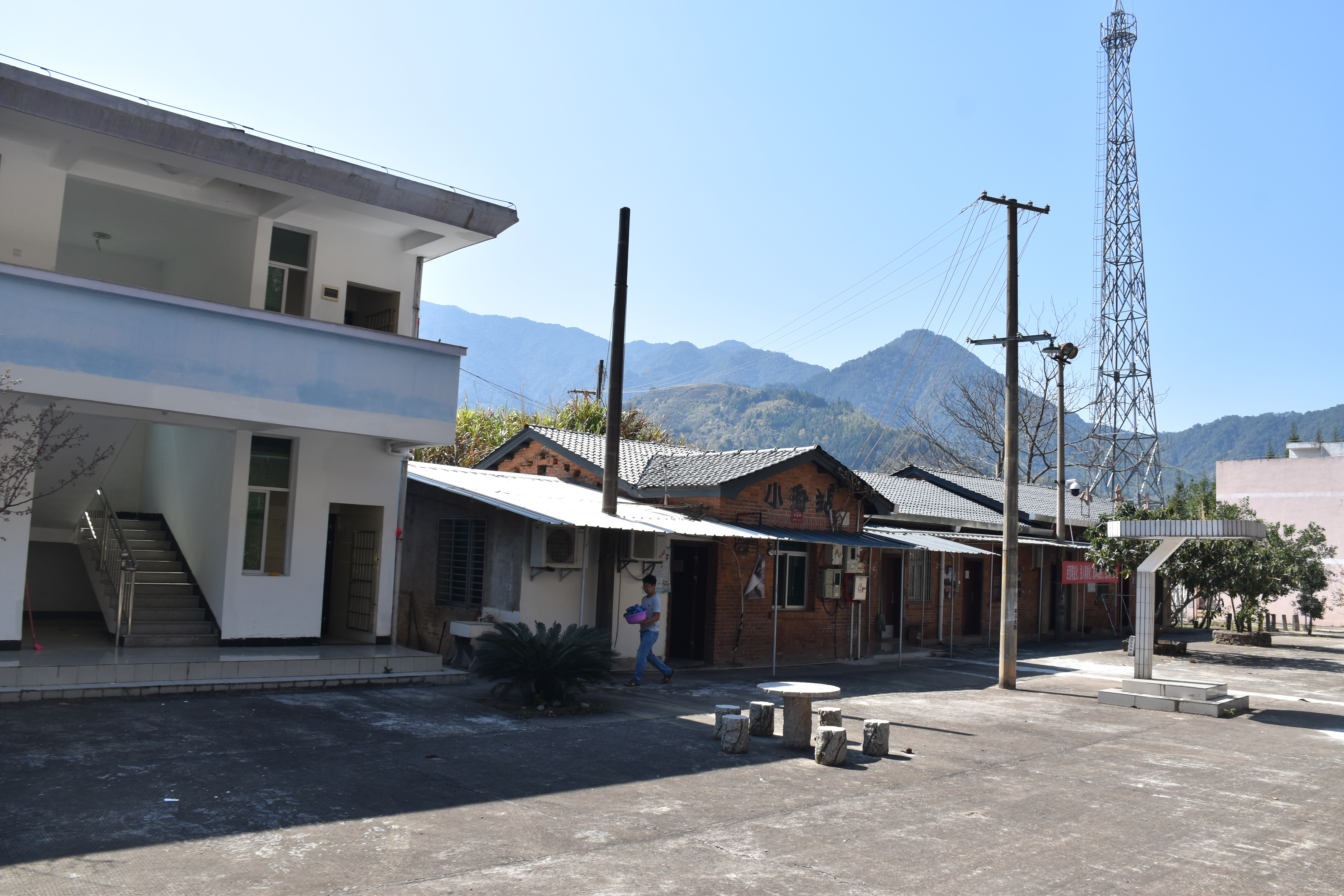
位于福田乡丰田林场的漳泉肖铁路小舟站

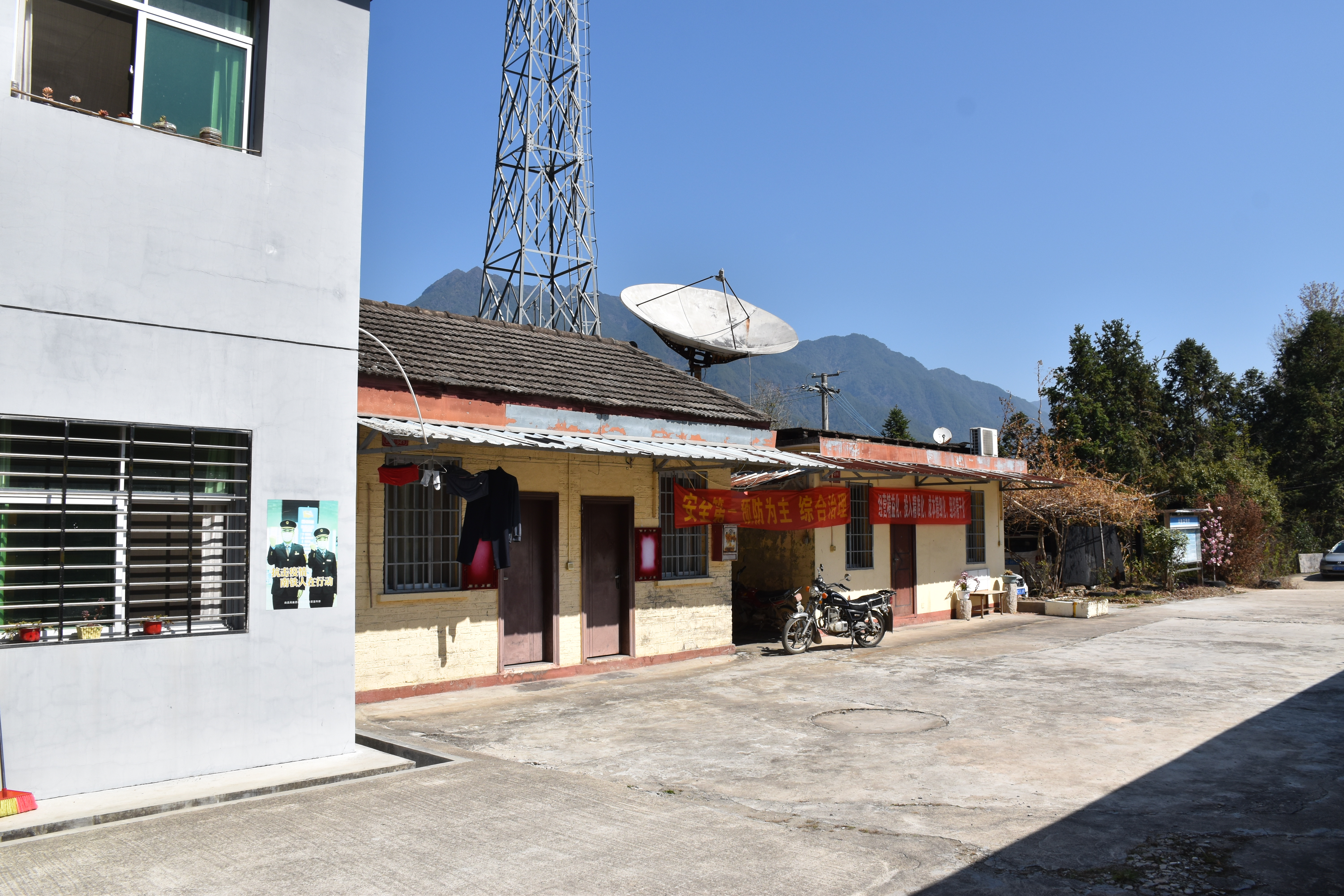
位于福田乡福前农场的漳泉肖铁路格口站

福田乡下辖以下地区：
丰田村、白桃村、丰都村、尾洋村、双垵村和福前农场。